# 共同语
共同语（英語：common language）是语言学上的一个定义，它是指在使用同一种语言的区域中广泛使用的语言形式，是由于长期的文化、交流习惯的累积而产生的语言形式。这一种形式的语言有别于方言、术语和特定社会阶层用语，歷史上需要使用共同語的為公職人物、商人以及知識分子。
共同语可分为标准语和口语两类。

## 标准语
标准语是一种标准化了的语言形式，具有固定的规则，是语言习得，尤其是在学校中教授的该语言的规则。标准语涉及到正寫法、发音、语法、词的用法，也涉及到采用一定语体所书写的文本撰写，例如信件（特别是商务函件）、简历、记录、报道以及对事物的描述。每一种语言中，大多数有关该语言的著作，例如语法书或者词典，都以标准语作为对象。

## 口语
口语较标准语而言更难定义，因为它没有统一的形体，也并没有进行过标准化。这种语言形式主要在私人范畴、个人谈话中使用，而且由于受到方言的影响，各个地区的口语都有所不同。口语主要较少注意标准语的规定或者至少把这些规定大大简化了，它使用大概念化的词语（也就是常说的万能词，例如中文中的“做”、“事情”等词），表达情感的感叹词（例如中文中的“天啊”、“老天爷啊”等词），以及标准语中避免使用的不讲究礼节、粗俗的短语词组。